# Push and Shove
Albums de No Doubt
Everything in Time
(2003)
Singles
1. Settle Down
Sortie : 16 juillet 2012
2. Push and Shove (single promotionnel)
Sortie : 29 août 2012
3. Looking Hot
Sortie : octobre 2012

Push and Shove est le sixième album studio du groupe américain No Doubt. L'album est sorti le 24 septembre 2012 sur le label Interscope Records. Il s'agit du premier album studio du groupe près de onze ans après Rock Steady (2001).

## Historique

### Contexte
Le groupe avait enregistré son cinquième album studio, Rock Steady, en décembre 2001. Vendu à plus de 3 millions d'exemplaires, l'album a été certifié double disque de platine par la Recording Industry Association of America, En avril 2003, No Doubt a fait une pause ; les membres souhaitaient passer plus de temps avec leurs familles respectives avant de commencer les compilations Everything in Time et The Singles 1992–2003, un album regroupant les plus grands succès du groupe.

 La principale raison de la pause du groupe est que la chanteuse, Gwen Stefani, travaillait sur sa carrière solo. Elle a d'ailleurs publié deux albums pendant cette période : Love. Angel. Music. Baby. (LAMB) en 2004 et The Sweet Escape en 2006.

Les membres du groupe commencent l'écriture du nouvel album sans Gwen Stefani, alors qu'elle faisait la promotion de The Sweet Escape et la terminent pendant sa tournée mondiale solo The Sweet Escape Tour. Le manager du groupe, Jim Guerinot, annonce que le producteur de l'album serait Mark 'Spike' Stent qui avait déjà participé à la production de Rock Steady en 2001. Entre la grossesse de la chanteuse et l'enregistrement de l'album, No Doubt n'a pas commencé sa tournée en 2008 mais Guerinot annonce que l'album est prévu pour 2009. En effet, ils partent en tournée pendant l'été 2009, avec Paramore, The Sounds, Janelle Monáe, Bedouin Soundclash, Katy Perry, Panic! at the Disco, and Matt Costa et finissent l'album, qui est fin prêt en 2010.

### Enregistrement et production
Le groupe investit les studios en mai 2010 pour commencer à enregistrer Push And Shove. Stefani annonce qu'elle souhaite terminer le projet en décembre 2010. Le 4 janvier 2011, Tom Dumont déclare sur le site officiel du groupe qui ils avaient enregistré que des démos d'écriture en 2010, et que les "vraies" sessions d'enregistrement avaient commencé le jour même.

## Parutions et accueil

### Singles
Settle Down, le premier single de l'album, sort le 6 juillet 2012. Le clip, qui a été tourné pendant la semaine du 11 juin 2012, a été réalisé par Sophie Muller, qui avait précédemment réalisé plusieurs clips du groupe dont ceux de Don't Speak et de Underneath It All. Une vidéo des coulisses du tournage est diffusée le 30 juin 2012. Le groupe joue pour la première fois la chanson pendant les 2012 Teen Choice Awards le 22 juillet. Ils la jouent aussi dans l'émission Late Night with Jimmy Fallon le 26 et dans Good Morning America le 27 du même mois.
Looking Hot est le second single de Push and Shove. La chanson est envoyée aux radios américaines le 6 novembre 2012. Ils la jouent dans l'émission X Factor UK le 4 novembre 2012. Le clip officiel de la chanson paraît le 2 novembre 2012.

### Accueil critique
Push and Shove est en général favorablement accueilli par la critique professionnelle. L’agrégateur de note Metacritic, sur une base de 12 critiques attribue la note de 66/100 avec comme indication « critique généralement favorable ». Stephen Thomas Erlewine d'AllMusic compare l'album positivement aux albums solo de Gwen Stefani sorti en 2004 et 2006, et poursuit en expliquant que « c'est un retour avec modestie et maturité, mis en évidence par une conscience aiguë des points forts du groupe, ainsi qu'une reconnaissance non déclarée de leur arrivée dans l'âge mûr,. » Dans le même sens, Julien Goncalves de Charts in France explique que le groupe « se montre plus doux, plus sage », au travers du disque en proposant « une pléiade de midtempos pop-rock, planants et réussis, évoquant l'amour et le passé », avant de regretter que les chansons soient « un peu trop homogènes » et qu'une partie des titres auraient « pu figurer sur un album de Gwen Stefani ». Melissa Maerz d'Entertainment Weekly commente que sur l'album, le « pogo de Gwen Stefani est aussi important que lorsqu'elle jouait avec son groupe dans les centres commerciaux d'Anaheim. Mais qu'en même temps, elle est tout aussi névrosé, ce qui ajoute de la profondeur à ses chansons d'amour »,. Dans sa critique pour le Los Angeles Times, Mikael Wood explique qu'« à son meilleur Push and Shove a des restes de l'énergie contagieuse de Rock Steady (2001). Et une finition audacieuse avec un mélange d'esthétique qui semble familière aujourd'hui grâce à des disques comme Tragic Kingdom (1995) »,.

## Fiche technique

### Liste des titres
| 1.    | Settle Down                                           | Gwen Stefani, Tony Kanal, Tom Dumont                        | Mark 'Spike' Stent                    | 6:01 |
| 2.    | Looking Hot                                           | Stefani, Kanal, Dumont                                      | Stent, Anthony Gorry (add.)           | 4:43 |
| 3.    | One More Summer                                       | Stefani, Kanal, Dumont                                      | Stent                                 | 4:39 |
| 4.    | Push and Shove (featuring Busy Signal et Major Lazer) | Reanno Gordon, Thomas Pentz, David Taylor, Ariel Rechtshaid | Stent, Major Lazer, Rechtshaid (add.) | 5:07 |
| 5.    | Easy                                                  | Stefani, Kanal, Dumont                                      | Stent                                 | 5:10 |
| 6.    | Gravity                                               | Stefani, Kanal, Dumont                                      | Stent, Gorry (add.)                   | 4:25 |
| 7.    | Undercover                                            | Stefani, Kanal, Dumont                                      | Stent                                 | 3:32 |
| 8.    | Undone                                                | Stefani, Kanal, Dumont                                      | Stent                                 | 4:38 |
| 9.    | Sparkle                                               | Stefani, Kanal, Dumont, David Stewart                       | Stent                                 | 4:08 |
| 10.   | Heaven                                                | Stefani, Kanal, Dumont                                      | Stent                                 | 4:06 |
| 11.   | Dreaming the Same Dream                               | Stefani, Kanal, Dumont                                      | Stent                                 | 5:27 |
| 51:50 |                                                       |                                                             |                                       |      |

| 12. | Settle Down (Jonas Quant Remix) | Stent | 4:33 |

| Version Deluxe - Disque Bonus | Version Deluxe - Disque Bonus                                | Version Deluxe - Disque Bonus                             | Version Deluxe - Disque Bonus         | Version Deluxe - Disque Bonus | Version Deluxe - Disque Bonus | Version Deluxe - Disque Bonus | Version Deluxe - Disque Bonus | Version Deluxe - Disque Bonus | Version Deluxe - Disque Bonus |
| No                            | Titre                                                        | Auteur                                                    | Réalisateur(s)                        | Durée                         |                               |                               |                               |                               |                               |
| ----------------------------- | ------------------------------------------------------------ | --------------------------------------------------------- | ------------------------------------- | ----------------------------- | ----------------------------- | ----------------------------- | ----------------------------- | ----------------------------- | ----------------------------- |
| 1.                            | Stand and Deliver                                            | Adam Ant, Marco Pirroni                                   | Stent                                 | 3:22                          |                               |                               |                               |                               |                               |
| 2.                            | Settle Down (Acoustic – Santa Monica Sessions)               | Stefani, Kanal, Dumont                                    | No Doubt                              | 4:03                          |                               |                               |                               |                               |                               |
| 3.                            | Looking Hot (Version acoustique – Santa Monica Sessions)     | Stefani, Kanal, Dumont                                    | No Doubt                              | 4:21                          |                               |                               |                               |                               |                               |
| 4.                            | One More Summer (Version acoustique – Santa Monica Sessions) | Stefani, Kanal, Dumont                                    | No Doubt                              | 4:20                          |                               |                               |                               |                               |                               |
| 5.                            | Easy (Version acoustique – Santa Monica Sessions)            | Stefani, Kanal, Dumont                                    | No Doubt                              | 4:48                          |                               |                               |                               |                               |                               |
| 6.                            | Looking Hot (Jonas Quant Remix)                              | Stefani, Kanal, Dumont                                    | Stent, Gorry (add.)                   | 4:49                          |                               |                               |                               |                               |                               |
| 7.                            | One More Summer (Jonas Quant Remix)                          | Stefani, Kanal, Dumont                                    | Stent                                 | 4:36                          |                               |                               |                               |                               |                               |
| 8.                            | Push and Shove (Anthony Gorry Remix)                         | Stefani, Kanal, Dumont, Gordon, Pentz, Taylor, Rechtshaid | Stent, Major Lazer, Rechtshaid (add.) | 5:34                          |                               |                               |                               |                               |                               |
| 35:50                         |                                                              |                                                           |                                       |                               |                               |                               |                               |                               |                               |